# GDL Entertainment
GDL Entertainment（ジーディーエルエンターテインメント）は、東京都新宿区に本社を置く、日本の芸能事務所である。グラビア、アイドルを中心にマネジメントの他、イベント企画、商品企画を行なう芸能プロダクション。

## 概要
2010年3月4日、広告宣伝の代理業として設立。
2018年10月、新規事業としてグラビアタレントを中心とする芸能部門を新設。
2020年11月、瀬戸ローズがミスヤングチャンピオン2020グランプリを獲得
2020年11月、アイドルグループ『BOCCHI。』結成
2021年1月、名取くるみがミスFLASH2021グランプリを獲得
2021年4月、福丸雛がヤングジャンプ 〜サキドルエース SURVIVAL season11〜 LINE LIVE部門1位獲得
2021年8月、当時所属の池田ゆうながミスヤングチャンピオン2021グランプリを獲得
2021年7月、大嶋みく、当時所属の亀山キラリがミスマガジン2021 BEST16に選出
2022年3月、ライブ配信アプリ「ミクチャ」と『ヤングガンガン』によるグラビアオーディション企画「SWEETS GIRL PROJECT」にて牧野みなたがグランプリを獲得
2022年5月、『ビッグコミックスピリッツ』表紙争奪戦「スピコミ3」に雪野まゆきが出場。LINE LIVE部門1位を獲得
2022年6月6日、法人格として現在の社名に変更。
2022年10月14日、パピコ ミスヤングアニマル2022グランプリ 獲得
2022年11月、2組目となるアイドルグループ『きっとずっと青春。』結成
2023年1月14日、名取くるみが日本レースクイーン大賞2022グランプリを獲得
2023年1月17日、弓川いち華がミスFLASH2023グランプリ 獲得
2023年5月24日、名取くるみ「K-1 GIRLS」に就任
2023年8月31日発売、集英社『週刊ヤングジャンプ』サキドルエース SURVIVAL第13弾にきっとずっと青春。から、森園ゆうかがエントリー。
2024年7月28日、茜紬うたがミスヤングアニマル2024グランプリを獲得
2024年11月29日、きっとずっと青春。がメンバーチェンジにより、『らびゅあたっく。』にグループ名を変更。
2025年2月、3組目となるアイドルグループ『なないろパンダちゃん。』結成。

## 所属タレント
- 名取くるみ
- かれしちゃん
- パピコ
- 弓川いち華 - 元READY TO KISS
- 雪野まゆき
- 佐々木ちょこ
- 冨十みと
- 三橋くん
- 茜紬うた
- 佐野なぎさ
- 藤白ちらり
- 篠宮なほ
- 青山天南
- 五木ゆうり
- 桃里れあ
- 宇佐美なお
- 田中ひなこ
- 七海まり
- 天海せな
- しおみねた
- あゆの

### アイドルグループ
- BOCCHI。
  - 大嶋みく[17]
  - 澄川れみ
  - 牧野みなた
  - 坂本梨奈　- 元仮面女子
  - 七瀬あおい
  - 天田ららい
  - 佐藤めい

- らびゅあたっく。（旧「きっとずっと青春。」）
  - 桃瀬める
  - 桜和なの
  - 望月みつか
  - 並木かえで
  - 榎本みらの

- なないろパンダちゃん。[16]
  - 松尾リコ
  - 八児姫愛
  - 姫乃もあ
  - 甘夢めると
  - 音琴なるみ
  - 星月菜夢

## かつての所属タレント
- 天津いちは
- 早川みゆき
- 赤羽もも
- 池田ゆうな
- 瀬戸ローズ
- 仲原ちえ
- 瑚都
- 水木ケイト
- 間宮みや
- 大城もも子
- 村瀬のの
- 白崎みお
- 鳥井玲
- 亀山キラリ
- 天城あいれ
- 柊ここみ
- 柳川清香

## 誌面掲載

### 2020年
2/4 徳間書店「アサ芸Secret Vol.62 3月13号」名取くるみ 掲載
4/2 グラビアプレス編集部 「グラビアプレス Vol.2」福丸雛 掲載
4/14 秋田書店「ヤングチャンピオンNo9」瀬戸ローズ 掲載
4/28 光文社　FLASH (フラッシュ) 2020年 5/12・19 合併号「グラドル50人自撮り会議」福丸雛、澄川れみ 掲載
4/28 秋田書店「ヤングチャンピオンNo10」瀬戸ローズ掲載
5/1 秋田書店「別冊ヤングチャンピオン2020年6月号」瀬戸ローズ掲載
7/15 光文社 FLASH（フラッシュ）2020年7/28・8/4号　名取くるみ掲載
7/15 秋田書店「ヤングチャンピオンNO15」瀬戸ローズ掲載
7/27 少年画報社「ヤングキング2020年16号」名取くるみ掲載
9/14 大洋図書「金のEX NEXT Vol.16」名取くるみ掲載
9/29 光文社 「FLASH（フラッシュ）2020年10月13日号」ミスFLASH2021ファイナリストとして名取くるみ 掲載
10/20 光文社 FLASH（フラッシュ）2020年11月3日号 名取くるみ掲載
11/10 秋田書店「ヤングチャンピオン」2020年23号 ミスヤングチャンピオン2020グランプリとして瀬戸ローズ掲載
11/27 トラストワールドジャパン「 PEACE COMBAT VOL.40 」11月27日(金)発売号 名取くるみ、朝比奈ほのか、早川みゆき、福丸雛、池田ゆうな掲載
12/1 秋田書店「別冊ヤングチャンピオン」2021年1月号 瀬戸ローズ掲載

### 2021年
1/18 光文社FLASH(フラッシュ)2021年2月2日号 名取くるみ 掲載
2/9 光文社FLASH(フラッシュ)2021年2月23日号 名取くるみ 掲載
2/22 光文社FLASH(フラッシュ)2021年3月9日号 名取くるみ 掲載
3/13 大洋図書「金のEX NEXT Vol.19」福丸雛 掲載
3/23 光文社「FLASHグラビア傑作選」名取くるみ 掲載
4/5 徳間書店「アサ芸Secret VOL.69 2021年5/12号」名取くるみ 掲載
4/6 光文社FLASH(フラッシュ)2021年4月20日号 名取くるみ 掲載
4/13 秋田書店「ヤングチャンピオン 2021年No9」瀬戸ローズ 掲載
4/19 サイゾー2021年04月19日号 BOCCHI。掲載
4/22 集英社 「週刊ヤングジャンプ 2021年5/13号」福丸雛 掲載
4/27 秋田書店「ヤングチャンピオン 2021年10号」池田ゆうな 掲載
5/11 有限会社源「VIBES(バイブズ)Vol.332」名取くるみ 掲載
5/11 光文社FLASH(フラッシュ)2021年5/25号 名取くるみ 掲載
5/25 扶桑社 「週刊SPA！6月1日号 グラビアン魂」名取くるみ 掲載
6/14 大洋図書「金のEX NEXT Vol.20」池田ゆうな 掲載
6/15 光文社FLASH(フラッシュ)2021年6月29日･7月6日合併号 名取くるみ 掲載
7/12 講談社「週刊ヤングマガジン2021年7/26号」ミスマガジン2021 BEST16大嶋みく、亀山キラリ 掲載
7/19 講談社「週刊ヤングマガジン2021年8/2号」 ミスマガジン2021 BEST16として大嶋みく、亀山キラリ 掲載
8/18 サイゾー「サイゾー2021年9月号」澄川れみ、牧野みなた 掲載
10/5 秋田書店「別冊ヤングチャンピオン11月号」池田ゆうな 掲載
11/4 集英社 「週刊ヤングジャンプ 2021年11/18号」福丸雛 掲載
11/8 集英社「週刊プレイボーイ47号」2021年11月8日発売 福丸雛 掲載
11/9 秋田書店「週刊ヤングチャンピオン2021年No23」池田ゆうな 掲載
11/26 三栄「ギャルズパラダイス 2021 日本レースクイーン大賞特集」名取くるみ 掲載
12/7 光文社FLASH(フラッシュ)2021年12月21日号 名取くるみ 掲載
12/10 ロックスエンタテイメント「IDOL FILE Vol.24 LOLITA&GOTHIC」池田ゆうな、澄川れみ 掲載
12/17 KADOKAWA「グラビアザテレビジョンvol.58」名取くるみ 掲載
12/20 集英社「週刊プレイボーイ1-2合併号」2021年12月20日発売 名取くるみ 掲載
12/21 扶桑社「週刊SPA！12/28・1/4合併号」名取くるみ 掲載
12/23 三栄「GALS PARADISE 2021 DVDスペシャル」名取くるみ 掲載

### 2022年
1/25 ミスFLASH2021 写真集「Party Sisters」1月25日発売 名取くるみ 掲載
2/1 光文社FLASH(フラッシュ)2022年2月15日号 大嶋みく 掲載
2/7 講談社「週刊ヤングマガジン2022年10号」大嶋みく 掲載
3/1 株式会社メディアックス｢Cream4月号｣（2022年3月7日発売）大嶋みく 掲載
3/8 秋田書店「週刊ヤングチャンピオン2022年No.7」池田ゆうな 掲載
3/8 光文社FLASH(フラッシュ)2022年3月22日号 名取くるみ 掲載
4/12 光文社FLASH(フラッシュ)2022年4月26日号 大嶋みく 掲載
4/18 大洋図書「金のEX DVD vol.7 4月18日発売号」七瀬ルナ 掲載
4/19 双葉社「漫画アクション9号」4月19日発売 名取くるみ 掲載
4/22 白泉社「ヤングアニマル9-10合併号 4月22日(金)発売」パピコ 掲載
4/25 集英社「週刊プレイボーイ19号」04月25日(月)発売 七瀬ルナ 掲載
5/2 集英社「週刊プレイボーイ20＆21合併号」福丸雛・澄川れみ・大嶋みく・牧野みなた・佐々木ちょこ 掲載
5/6 秋田書店「別冊ヤングチャンピオン 2022年6月号」池田ゆうな 掲載
5/13 トランスワールドジャパン「PIN-UP GIRLS SELECTION」名取くるみ 掲載
5/30 小学館「週刊ビッグコミックスピリッツ2022年26号」雪野まゆき 掲載
6/13 集英社「週刊プレイボーイ26号」かれしちゃん 掲載
7/7 株式会社メディアックス「Cream8月号」BOCCHI。・弓川いち華・佐々木ちょこ 掲載
7/11 集英社「週刊プレイボーイNo.30・31号」 佐々木ちょこ・パピコ 掲載
7/15 スクウェア・エニックス「ヤングガンガン No.15」牧野みなた 表紙掲載
7/27 トランスワールドジャパン「PEACE COMBAT Vol.50」 名取くるみ・かれしちゃん 表紙＆巻末グラビア掲載
7/29 白夜書房「BUBKA（ブブカ）9月号」大嶋みく 掲載
8/6  東京漫画社「コミックガガ VOL.6」名取くるみ 表紙掲載
8/29 KADOKAWA「ヤングドラゴンエイジVol.12」名取くるみ 掲載
8/31 白夜書房「BUBKA（ブブカ）10月号」かれしちゃん 掲載
9/6 光文社 FLASH(フラッシュ)2022年9月6日号 弓川いち華 掲載
9/7 株式会社メディアックス「Cream10月号」大嶋みく 、冨十みと 掲載
9/15 集英社「週刊ヤングジャンプ42号」かれしちゃん掲載
9/15 株式会社 G－STYLE「MOVIE GIRLS SELECTION」福丸雛 掲載
10/1 東京漫画社「コミックガガ VOL.7」かれしちゃん 表紙掲載
10/5 徳間書店「アサ芸Secret VOL.78 2022年10月08日号」冨十みと 掲載
10/14 白泉社「ヤングアニマル20号」ミスヤングアニマル2022グランプリとしてパピコ 表紙掲載
10/31 白夜書房「DOLCE Vol.5」大嶋みく掲載
11/7 株式会社メディアックス「Cream12月号」福丸雛 掲載
11/17 三栄「ギャルズパラダイス2022 日本レースクイーン大賞特集」名取くるみ 掲載
11/29 KADOKAWA「GIRLS-PEDIA2022 AUTMN」BOCCHI。福丸雛、大嶋みく、雪野まゆき、冨十みと 掲載
12/5 小学館「週刊ビッグコミックスピリッツ2023年1号」雪野まゆき 裏表紙掲載
12/16 ロックスエンタテインメント「IDOL FILE Vol.27 LOLITA&GOTHIC」冨十みと 掲載

### 2023年
1/7 株式会社メディアックス「Cream2月号」大嶋みく、牧野みなた掲載
2/3 徳間書店 「アサ芸Secret vol.80」名取くるみ掲載
2/24 白泉社「ヤングアニマル５号」かれしちゃん掲載
2/27 光文社「PlatinumFLASH Vol.21」名取くるみ掲載
3/7 株式会社メディアックス「Cream4月号」雪野まゆき、澄川れみ掲載
4/14 白泉社「ヤングアニマル８号」パピコ 表紙、巻頭掲載

## WEB デジタル写真集

### 2021年
2/16 名取くるみ掲載 FLASHデジタル写真集『ミスFLASH2021史上最強！』発売
2/22 名取くるみ掲載 FLASHデジタル写真集「ミスFLASH2021グランプリ」発売
11/8 集英社 週プレグラジャパ！福丸雛デジタル写真集「ぼっちじゃない！」発売
12/20 集英社 週プレグラジャパ！名取くるみデジタル写真集「In the Room」発売

### 2022年
4/15 光文社 FLASH 大嶋みくデジタル写真集「胸躍らせファイト！」2022年4月15日発売
4/30 KADOKAWA Gテレデジタル！名取くるみ写真集 「ランジェリーショー」発売
5/10 講談社 ヤンマガWeb「グラドルが水着で〇〇」名取くるみ掲載
5/13 双葉社 漫画アクション 名取くるみデジタル写真集「グラビア界のエルドラド」発売
5/17 講談社 ヤンマガWeb「グラドルが水着で〇〇」名取くるみ掲載
6/13 集英社 週プレグラジャパ！かれしちゃん動くデジタル写真集「ズッキュン!!」発売 
9/29 大嶋みく掲載 講談社 ヤンマガWeb2.5次元グラビア『センパイ！ わざとじゃないんです！第1弾』発売
10/6 大嶋みく掲載 講談社 ヤンマガWeb2.5次元グラビア『センパイ！ わざとじゃないんです！第2弾』発売
11/29 白泉社 ハレム パピコデジタル写真集「フェチグラビア Birth.」発売
12/5 小学館 雪野まゆきデジタル写真集「Welcome to Mayuki's House」発売
12/5 白夜書房 BUBKA かれしちゃんデジタル写真集「ニュー・スクール・ロマン」発売

### 2023年
1/29 白泉社 ハレム かれしちゃんデジタル写真集「噂の『かれし』はボクの『彼女』」発売